# End of Time (Beyoncé)
End of Time è un singolo della cantante statunitense Beyoncé, pubblicato il 22 aprile 2013 come ottavo estratto dal quarto album in studio 4.

## Descrizione e pubblicazione
Scritto da Beyoncé stessa insieme a Terius "The-Dream" Nash, Shea Taylor e Dave Taylor, inizialmente doveva essere intitolato Till the End of Time, come un vecchio demo registrato da Beyoncè il 20 maggio 2011, dando adito alle voci che lo volevano come secondo singolo estratto dopo Run the World (Girls) (2011), brano che divise la critica per la presenza di un campionamento di Pon de Floor (2009) dei Major Lazer. Alla fine fu estratto Best Thing I Never Had.

### Remix contest
l'8 febbraio 2012 è stata aperta una competizione mondiale per la creazione di un remix di "End of Time" che avrà fine l'8 marzo, con la conferma che il brano verrà estratto come nuovo singolo ufficiale.

## Video musicale
Alla fine di agosto 2011 fu ufficializzata la notizia che Beyoncé stesse girando i videoclip per alcuni brani di 4, incluso End of Time. Tuttavia un video per il singolo non fu mai pubblicato.

## Esibizioni dal vivo

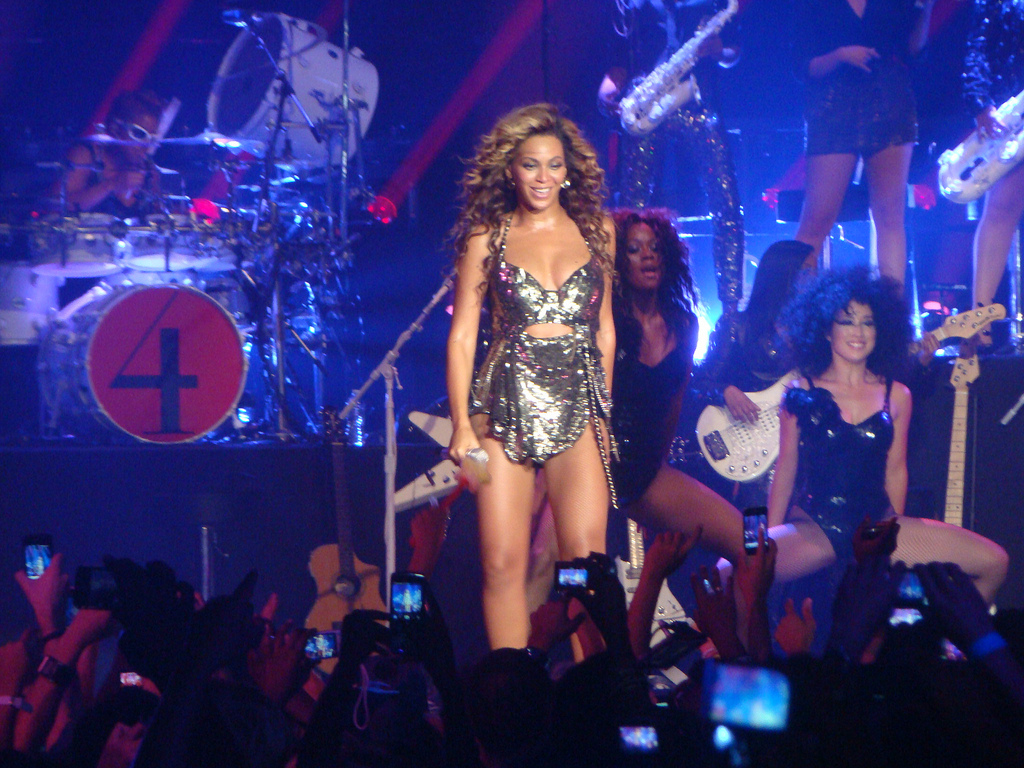
Beyoncé canta End of Time durante il 4 Intimate Nights with Beyoncé

Beyoncé ha eseguito il brano la prima volta al Palais Nikaia di Nizza, in Francia il 20 giugno 2011, durante una tappa promozionale a supporto di 4. La canzone è stata anche inserita nel suo setlist della tappa al Glastonbury Festival 2011 del 26 giugno. La performance live di End of Time si trova nel DVD Live at Roseland: Elements of 4 pubblicato online il 16 novembre 2011 in contemporanea con la performance di I Was Here.

## Formazione
Dal booklet di 4:
- Beyoncé – voce, produzione, testi
- Alex Asher – trombone
- Johnny Butler – sassofono tenore
- Jack Daley – basso
- Șerban Ghenea – missaggio
- Cole Kamen-Green – tromba
- John Hanes – tecnico mix
- Terius "The-Dream" Nash – produzione, testi
- Wesley "Diplo" Pentz – produzione aggiuntiva, testi
- Drew Sayers – tenore, sassofono baritono

- Phil Seaford – assistente del tecnico mix
- Chris Soper – assistente tecnico
- David "Switch" Taylor – produzione aggiuntiva, testi
- Shea Taylor – testi
- Pat Thrall – registrazione
- Nick Videen – tenore, sassofono contralto
- Pete Wolford – assistente tecnico
- Josiah Woodson – tromba
- Jordan "DJ Swivel" Young – registrazione voci

## Successo commerciale
Prima di essere pubblicata come singolo End of Time debutta alla posizione n°62 della Official Singles Chart e alla n°20 della Official R&B Chart il 4 luglio 2011 e alla n°13 della Billboard Under Hot 100 il 16 luglio 2011

## Classifiche
| Classifica (2011/2012) | Posizione massima |
| ---------------------- | ----------------- |
| Belgio (Fiandre)       | 114               |
| Irlanda                | 28                |
| Regno Unito            | 39                |
| Stati Uniti            | 113               |